# Hockey (band)
 Denne artikel omhandler amerikansk band. Opslagsordet har også en anden betydning, se Hockey.
Hockey er et amerikansk band fra Portland, Oregon, fik et mindre radiohit i foråret med den pågående dancepunk-single Too Fake. 
Hockey består af sanger Benjamin Grubin, guitarist Brian White, bassist Jeremy Reynolds og trommeslager Anthony Stassi, og deres musik har været sammenlignet med navne som The Strokes og LCD Soundsystem.
Debutalbummet Mind Chaos, kom på gaden den 21. september 2009. 
Mind Chaos lå egentlig klar allerede sidste år hjemme i USA, men bandet valgte at tage til England for at genindspille og remixe nogle af sangene til den version af albummet, der nu ligger snart ligger klar. 